# ルノー・セニック

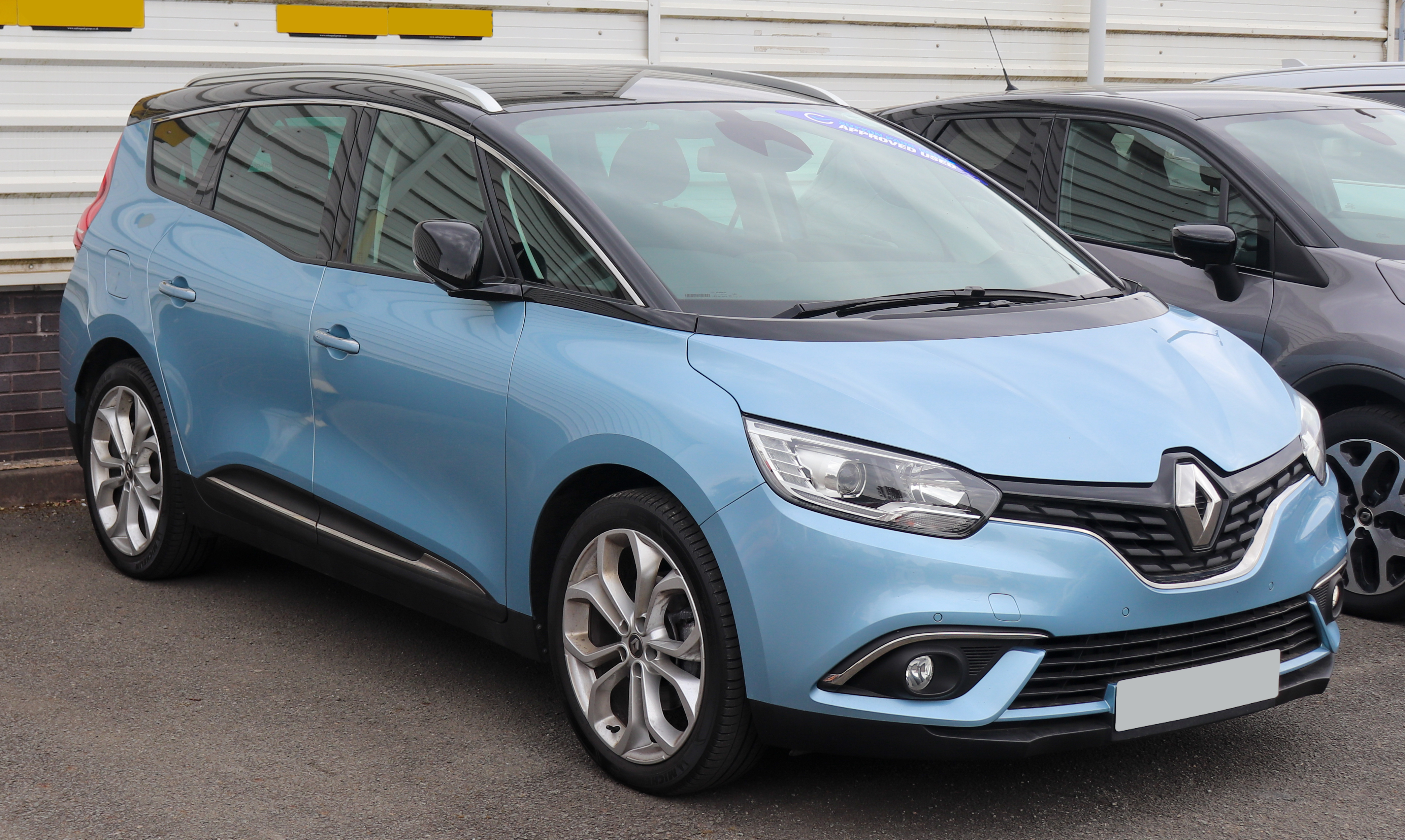
4代目 グラン・セニック

セニック（Scénic）は、フランスの自動車製造会社、ルノーが1996年から生産するMPV（ミニバン）である。車名はフランス語で「景色」を意味。

## 概要
ルノーを代表する小型前輪駆動（FF）車メガーヌのMPV仕様であり、同カテゴリーのフランス国内およびヨーロッパ市場におけるベストセラーモデルである。
その基本コンセプトは、1991年に当時ルノーに在籍していたAnne Asensioがデザインした「セニック・コンセプト」が原型と言える。発売当初はニッチ商品として登場したが、予想を大きく上回る人気を得て2代目へとモデルチェンジするまでの7年間で計約280万台が生産された。このセニックの成功に影響されて、シトロエン・クサラ・ピカソ、オペル・ザフィーラ、フォルクスワーゲン・トゥーラン、プジョー・307SW/ブレークなどの追随車が続々と登場した。

## 初代（1996-2003年）

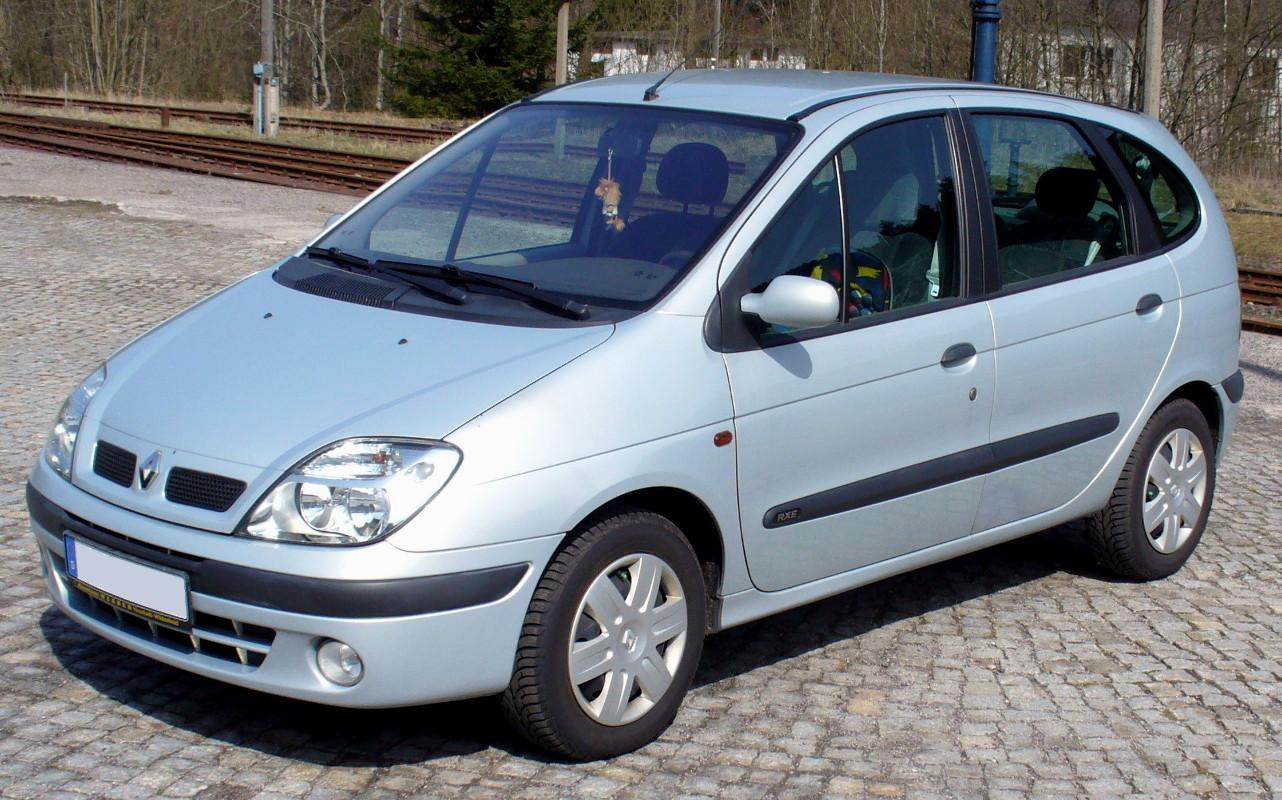
初代セニック（フェイズ2）

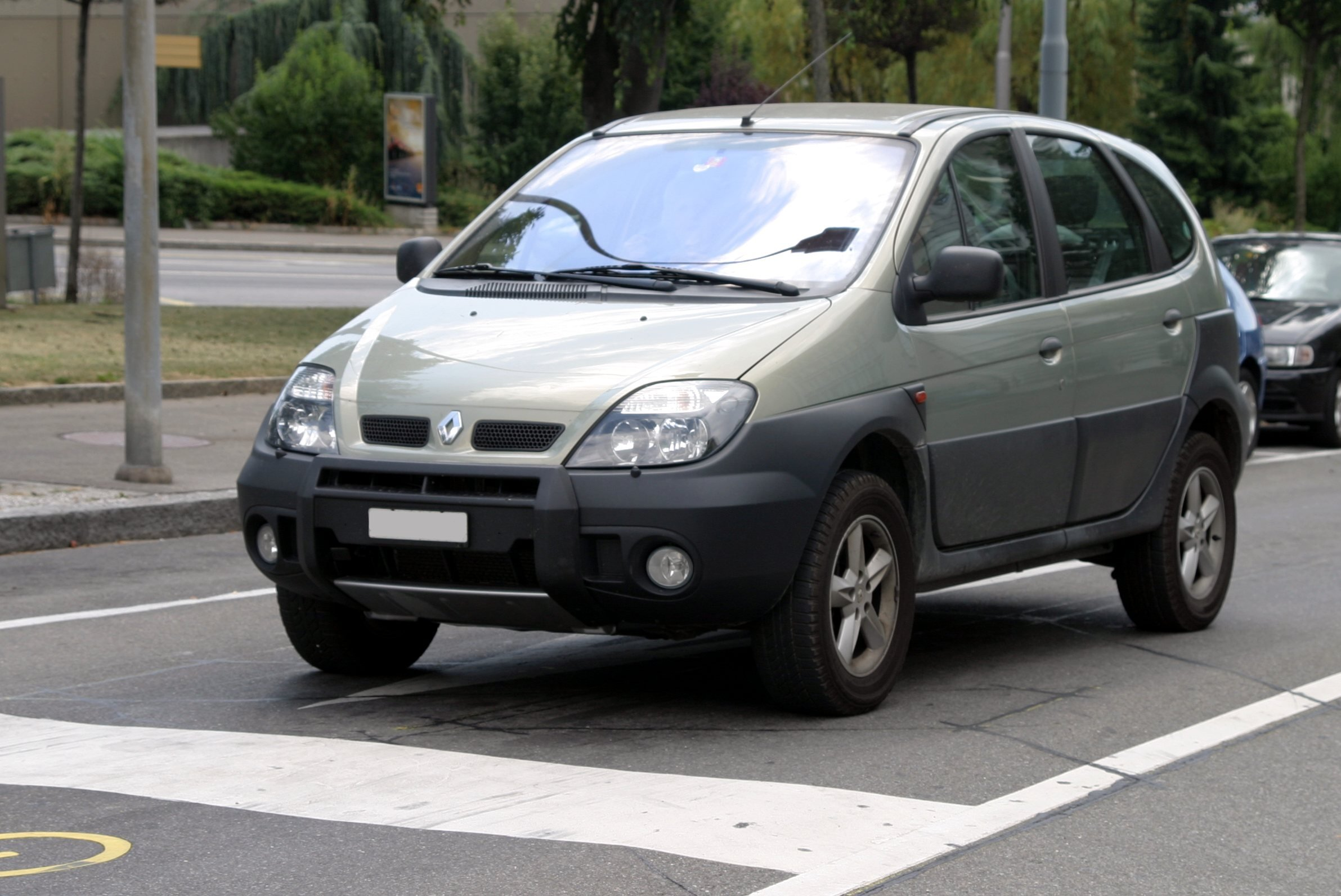
初代セニック・RX4

当初は、メガーヌのバリエーションのひとつで、成功を収めていたルノー・エスパスの弟分的なモノスペースカーとしてデビューし、1997年にメガーヌと共にヨーロッパ・カー・オブ・ザ・イヤーに輝いた。
フェイズ1時代は、「メガーヌ・セニック」と名乗り、メガーヌ・ハッチバックなどと共通意匠のフロントマスクやテールランプが与えられ、ボディカラーにかかわらず、前後のバンパー及びサイドモールは樹脂素地のグレーであった。フロアパネルが2重になっているのが特徴で、後席の足元には床下収納があった。また後席3席が独立して着脱やスライドができ、5席全て違う色にすることができるなど、パッケージングやシートの構造に革新的な思想が盛り込まれた。
エンジンは、メガーヌ・ハッチバックなどとほぼ共通で、ガソリン1.4L（E7J）、1.6L、1.8L（F4P）、2.0L（F4R、F3R）など4種とディーゼル1.9L（F8Q）が、5段マニュアルまたは4段オートマチックと組み合わせて搭載された。
日本へはヤナセ資本のフランス・モーターズにより、1997年からガソリン2.0L（F3R）に4段AT（AD4）を組み合わせた右ハンドル仕様のみが導入された。フェイズ2へマイナーチェンジされる直前（1999年初旬）あたりに過渡期のモデル「カレード」が登場する。これは外観はフェイズ1と変わらず、サイドエアバッグの追加や、トランスミッションが学習機能付プロアクティブ4速AT（DP0）に換装されたモデルである。
1999年末にフェイズ2へとマイナーチェンジされた。フロントフェイス、テールランプなどのデザインが大幅に変更されるとともに、車名も単に「セニック」となり、リアハッチ右下のバッジはMeganéからScénicに変更されたが、リアドアにはMeganéのロゴが残されていた。エンジンも新世代のDOHCに変更され、1.4L（K4J）、1.6L（K4M、K7M）などが搭載されたほか、ダッシュボード小物入れの追加、新形状のリア・ヘッドレスト、リアハッチのガラス開閉機能など細かい改良も施されていた。このフェイズ2は、2000年から日本市場に正規導入された。
初代セニックに搭載されたATの多くは、フェイズ1、フェイズ2にかかわらず、ATFの油温上昇によりトルクコンバーターから駆動力が伝わらなくなり、最悪の場合、動かなくなるものもある。この現象はインポーターも確認しているが、完全な対策部品が無く、2008年1月現在リコールには至っていない。
セニック RX4
2000年に追加されたRX4は、オーストリアのシュタイア・ダイムラー・プフが設計したビスカス・マルチディスク・センターデフを持つ4輪駆動で、リアサスペンションや外装にも専用部品が使われている。
パワートレインはガソリン2.0L（F4）とディーゼル1.9L dCiで、ギアボックスは5速MT（SD1）のみ。商業的には成功しなかったが、後年登場したコレオスにはコンセプトが色濃く受け継がれている。
セニックGPL車
1990年後半から2000年初頭にかけて、フランスではLPG自動車ブームがおこった。年率500パーセントの伸びを示していた時もあり、フランスの自動車メーカー各社は全ラインナップにLPG車を設定していた。欧州メーカーや日本車もフランス向けにはLPG仕様車を投入。他のルノー車と同様に、セニックにもLPガス・ガソリン切り替え式LPG自動車が用意されていた。
2009年時点では、オプション対応でLPG自動車に仕立てていた。

## 2代目（2003-2009年）
メガーヌのフルモデルチェンジに遅れること数ヶ月、セニックもフルモデルチェンジされた。
メガーヌ同様の新世代デザインや「ルノー・カード(キー)」、オートマチック・パーキングブレーキなどの新技術が各部に採用された。さらに今まで通りの5人乗りのセニックと、新たに3列目に折り畳みシートが装備された7人乗りのグラン・セニック（Grand Scénic）の2タイプが用意されることとなった。なお初代フェイズ2同様リアドアにはMeganéのロゴが残されている。
エンジンは、ガソリンが1.4 L（K4J）、1.6 L（K4M）、2.0 L（F4R）、ディーゼルが1.5L（K9K）、1.9L（F9Q）ならびに日産との共同開発によるM9Rが、5/6速MTまたは4速ATなどと組み合わせて搭載された。
初代登場からちょうど10年目となる2006年5月、登場から3年弱にして生産台数が100万台に到達した。同年後半にはフェイズ2へとマイナーチェンジされ、フロントフェイス、テールランプなどのデザインが小変更されたほか、新デザインのアルミホイールや内装材が採用された。2007年には、Scénic RX4の精神的後継車Scénic Conquestが登場したが、こちらは専用外装と地上高が高められたサスペンション設定になっているが、前輪駆動である。
この2代目セニックは、ヨーロッパの自動車衝突安全性テスト「ユーロNCAP」において最高の5つ星の評価を得ている。

### 日本での販売
2005年9月9日に発表。同年9月20日に販売開始。導入されるのは3列シート7人乗りの「グラン セニック」のみで、グレードは「2.0」とパノラミック電動ガラスサンルーフを装備する「2.0 グラスルーフ」の2種類。共に2.0L直列4気筒エンジン（133ps/5500rpm、19.5kgm/3750rpm）に4速ATを組み合わせる。
なお、5人乗りの「セニック」も一部の並行輸入業者が独自に輸入・販売していた。

## 3代目（2009-2016）
2009年に3月のジュネーブショーで発表。5月にまず7人乗りのグラン・セニックが先に登場し、追って9月に5人乗りのセニックが追加された。
フランス国内での小型MPVトップセールスの座をシトロエン・C4ピカソに奪われたことを受けて、満を持してのフルモデルチェンジとなった。刷新されたボディは、グラン・セニックで先代より65mm長い全長4560mmとなり、室内足元空間や荷室容量の拡大を図っている。
エンジンはガソリンが1.6L（H4J、K4M）および2.0L（M4R）、ディーゼルが1.5L（K9K）、1.9L（F9Q）および2.0L（M9R）が、ともに6速MTかAT、または今回から追加されたCVTと組み合わされる。
2013年3月のジュネーブショーではセニックをベースにクロスオーバーSUV風の外観を有した「セニックXMOD」を発表すると共にシリーズ全体にマイナーチェンジが実施され、内外装が新意匠となった他運転支援システムが導入された。
なお、この3代目は日本やオセアニア地域には導入されなかった。

## 4代目（2016-2022）
2016年のジュネーブショーにて発表。同社のコーポレートデザイン担当副社長であるローレンス・ヴァン・デン・アッカーが提唱する6つのライフシーンを具現化した「サイクル・オブ・ライフ」の'family' R-Spaceコンセプトをベースに、先代よりやや拡大されて登場した。一部にクロスオーバー的デザインを取り入れてはいるが、依然としてMPVであることには変わりないとしている。
エンジンは6種類のディーゼルと2種類のガソリンを用意。Energy dCi 110 6MT車にはハイブリッド・アシストが搭載されている。もう1つのギアボックスはEDC（エフィシェント・デュアル・クラッチ）である。
安全面ではクラス唯一の歩行者認識アクティブ・エマージェンシー・ブレーキを標準装備するほか、アクティブ・レーンキープ・アシストなども装備し、ユーロNCAP5つ星を獲得している。
2016年5月24日には欧州にて「グラン セニック」を発表。全長をセニックに比べ240mm延長し、荷室容量は222L増加。3列シートの7名乗りと、2列シートの5名乗りが用意されている。
2020年10月にはマイナーチェンジモデルを発表。新たなフロントグリルやシャークフィンアンテナなどを採用した。
2021年にはシリーズ全体でディーゼルエンジン搭載車を廃止し、以降は1.3Lガソリンエンジンのみの設定となった。
2022年5月にフランス市場ではグラン セニックのみ価格が約 1,000 ユーロ値上がりし、フランスでこのバージョンは 約36,000ユーロからとなる。
2022年7月にセニックの生産が終了し、以後在庫車両のみの販売となる。2023年初めに残っていたグラン セニックの生産も終了し、1996年から4世代に渡って続いたエンジン車としてはいったん幕を下ろし、電気自動車となる5代目に移行する。

## 5代目（2023-）
2022年10月、電気自動車のコンセプトカーとしてセニックビジョンをパリモーターショーに出展。 Cセグメントに属し、CMF-EVプラットフォームを使用する。モーターは最大出力218hpで、バッテリーは蓄電容量40kWh。また、15kWの燃料電池も搭載する。ボディサイズは、全長4490mm、全幅1900mm、全高1590mm、ホイールベース2835mmで、車両重量は1700kg。タイヤは235/45R21サイズを装着する。
市販型は、2023年9月4日にミュンヘンモーターショーで『セニック E-Techエレクトリック』として発表。モデルコードはHCBで、電気自動車（BEV）となった。生産は同じくBEVとなった5代目メガーヌ E-Techや3代目ルノー・5 E-Techと同じフランス・ドゥエー工場で行われる。
尚、当代よりルノーコリアを通じて韓国での販売を開始する。